# Tupiratins
Tupiratins là một đô thị thuộc bang Tocantins, Brasil. Đô thị này có diện tích 895,302 km², dân số năm 2007 là 2007 người, mật độ 2,24 người/km².